# Коцуконь Олександр Олександрович
Олекса́ндр Олекса́ндрович Коцуко́нь (1999 — 22.03.2022) — старший солдат підрозділу Національної гвардії України, учасник російсько-української війни, що загинув під час російського вторгнення в Україну в 2022 році.

## Життєпис
Мешкав у с. Телепине Черкаського району на Черкащині.
Здобував фах журналіста в Черкаському національному університеті імені Богдана Хмельницького. У 2018 році пішов служити до Національної гвардії України. У 2020 році був переведений до полку «Азов»
Під час російського вторгнення в Україну в 2022 році брав участь в обороні Маріуполя. Водій 1-го автомобільного відділення автомобільного взводу патрульного батальйону ПММРМТЗ ОЗСП «Азов».
Загинув внаслідок кульового поранення в боях за Маріуполь.
Був похований 5 серпня 2022 року в м. Черкаси.

## Нагороди
- Орден «За мужність» III ступеня (2022, посмертно) — за особисту мужність і самовіддані дії, виявлені у захисті державного суверенітету та територіальної цілісності України, вірність військовій присязі, зразкове виконання службового обов'язку.